# Waist Deep
Pour plus de détails, voir Fiche technique et Distribution.
Waist Deep est un film américain réalisé par Vondie Curtis-Hall, sorti en 2006.

## Synopsis
Sortant de prison car libéré sur parole un ex-détenu replonge dans l'univers du crime lorsqu'il est victime d'un braquage en pleine rue. on a volé sa voiture en pleine rue alors que son fils était à l'arrière. Rien ne va l'arrêter pour le retrouver.

## Fiche technique
- Titre : Waist Deep
- Réalisation : Vondie Curtis-Hall
- Scénario : Vondie Curtis-Hall, Darin Scott et Michael Mahern
- Musique : Terence Blanchard
- Photographie : Shane Hurlbut
- Montage : Terilyn A. Shropshire
- Production : Preston L. Holmes
- Société de production : Rogue Pictures (en), Intrepid Pictures, Radar Pictures et RSVP Productions
- Société de distribution : Rogue Pictures (en) (États-Unis)
- Pays :  États-Unis
- Genre : Action, film de gangsters, drame et thriller
- Durée : 97 minutes
- Dates de sortie : 
  -  États-Unis : 23 juin 2006

## Distribution
- Tyrese Gibson : O2
- Meagan Good : Coco
- Darris Love : Rock
- Larenz Tate : Lucky

## Accueil
Le film a reçu un accueil défavorable de la critique. Il obtient un score moyen de 37 % sur Metacritic.